# پلی‌فیودنت

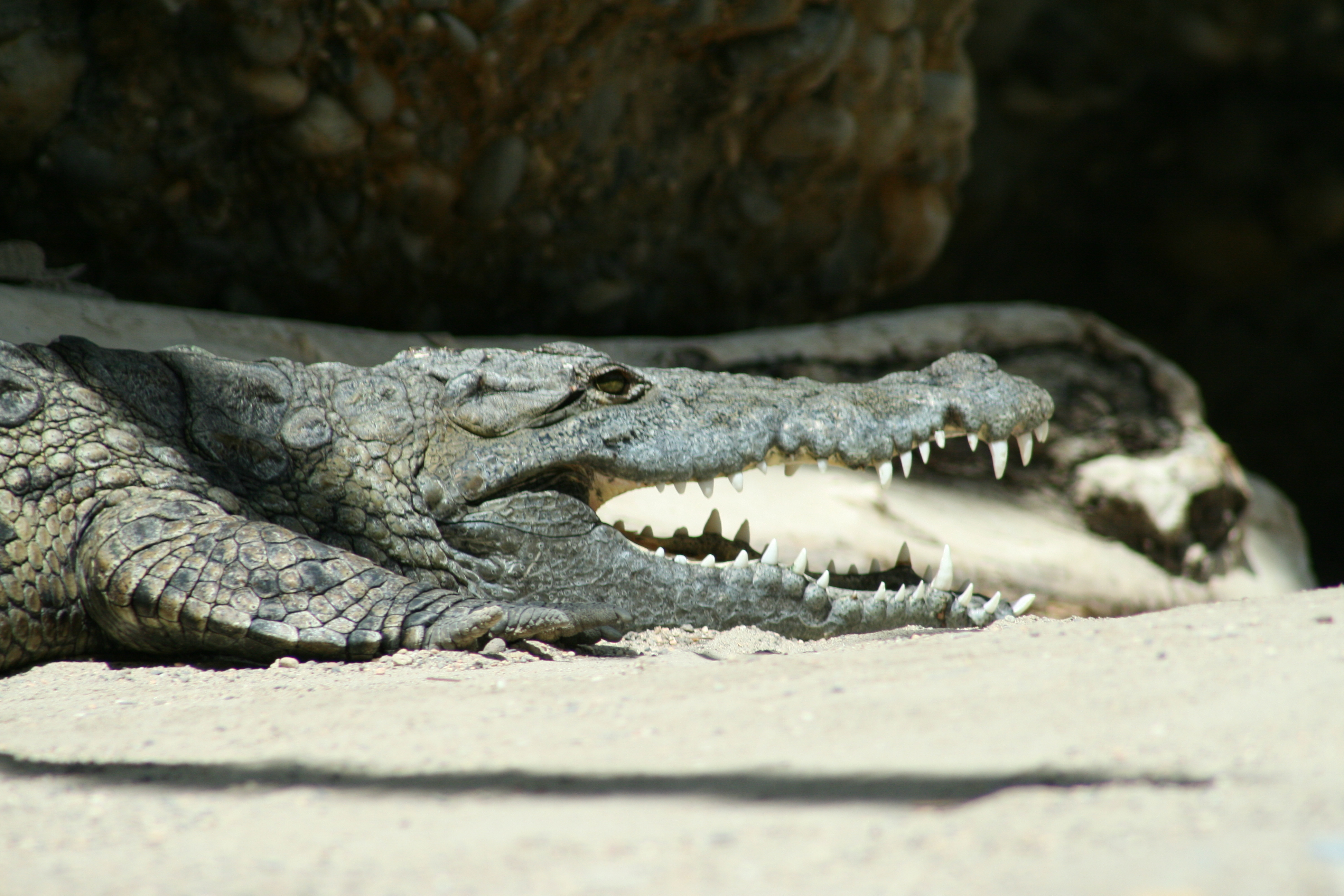
تمساح نیل

پلی‌فیودنت (انگلیسی: Polyphyodont) را هر جانوری گویند که دندان‌های ادامه‌دار جایگزین شود. در مقابل، دی‌فیودنت با داشتن تنها دو مجموعهٔ متوالی از دندان شناخته می‌شود.
پلی‌فیودنت‌ها شامل اکثر ماهی‌های دندان‌دار و خزندگان از جمله تمساحان و گکو است و سایر مهره‌داران و پستان‌داران از جمله استثناءها هستند.

## فرگشت در پستان‌داران
گاو دریایی، فیل و کانگورو در بین پستان‌داران برای پلی‌فیودنت بودن غیر معمول هستند. 